# Selaginella martensii
Selaginella martensii är en mosslummerväxtart som beskrevs av Antoine Frédéric Spring. Selaginella martensii ingår i släktet mosslumrar, och familjen mosslummerväxter.

## Underarter
Arten delas in i följande underarter:
- S. m. albolineata
- S. m. albovariegata
- S. m. ascendens
- S. m. congesta
- S. m. divaricata
- S. m. flaccida
- S. m. formosa
- S. m. robusta
- S. m. stolonifera